# Raphael Saadiq
Raphael Saadiq, född som Charles Raphael Wiggins 14 maj 1966 i Oakland, Kalifornien , är en amerikansk soulsångare, låtskrivare och skivproducent. Saadiq har varit en förgrundsgestalt inom "old school" R&B sedan han var medlem i den storsäljande gruppen Tony! Toni! Toné!. Han producerade även låtar till artister som Joss Stone, D'Angelo, TLC, Mary J. Blige och John Legend. Saadiq och D'Angelo var av och till medlemmar i producentkollektivet The Ummah, tillsammans med Q-Tip och Ali Shaheed Muhammad från A Tribe Called Quest samt J Dilla. Saadiqs senaste album The Way I See It kom ut i september 2008 och nominerades till tre Grammys och röstades fram till 2008 års bästa album på iTunes.

## Bakgrund
Raphael Saadiqs musikaliska bana inleddes redan i sexårsåldern då han lärde sig spela gitarr, trummor och basgitarr, och han sjöng i en gospelgrupp när han var nio. 1984, efter high school vid 18 års ålder, blev han utvald bland hundratals andra att följa med Prince och Sheila E. som basist på deras världsturné.

## Karriär
I början av 1980-talet bildade han R&B-trion Tony! Toni! Toné!, där han var sångare och basist. De andra medlemmarna var hans bror Dwayne Wiggins och kusinen Timothy Christian. Vid det här laget gick han under sitt födelsenamn Raphael Wiggins, det var först när karriären kommit igång som han tog artistnamnet Saadiq. Spekulationer om att han konverterat till islam tog fart, men detta dementerade Saadiq: "Jag är inte muslim. Jag gillade namnet Saadiq och ville inte bli känd som artist under namnet Raphael Wiggins. Jag tyckte inte om hur namnet lät." Tony! Toni! Toné! fick 1988 en stor hit med låten Little Walter. Två år senare blev de stora stjärnor tack vare framgångarna med andra albumet The Revival.  Balladen It Never Rains (In Southern California) och den dansgolvsinriktade Feels Good blev stora hits. Gruppen släppte fyra album som sammanlagt sålde i över sex miljoner exemplar över hela världen. Tony! Toni! Toné!s sista album House of Music släpptes hösten 1996, varpå bandet upplöstes 1998. Raphael Saadiq hade dock lämnat gruppen redan efter andra albumet.
1995 släpptes låten Ask of You som kom att bli Saadiqs hittills största hit. Den ingick i soundtracket till dramafilmen Livets hårda skola och nådde som bäst plats 19 på Billboard Hot 100 och nummer två på U.S. R&B chart.
1999 var han med att skapa supergruppen Lucy Pearl tillsammans med Ali Shaheed Muhammad från A Tribe Called Quest samt Dawn Robinson från En Vogue. Projektet blev kortlivat, endast ett album släpptes, men Lucy Pearl hann få stora hits som "Dance tonight och "Don't mess with my man".
Raphael Saadiqs första album under eget namn, Instant Vintage från 2002, blev en stor framgång och nominerades till fem Grammy Awards.